# Passugletscher
Der Passugletscher befindet sich im westlichen Karakorum im pakistanischen Sonderterritorium Gilgit-Baltistan.
Der Passugletscher hat eine Länge von 24 km. Er strömt in östlicher Richtung durch den östlichen Teil der Gebirgsgruppe Batura Muztagh. Ein Berggrat trennt ihn von dem weiter nördlich verlaufenden Baturagletscher. Der Passugletscher wird von dem Berg Shispare im Südwesten sowie dem Pasu Diar im Westen eingerahmt. Der Gletscher endet bei der Ortschaft Passu am Westufer des Hunza-Flusses.